# Euclid (Ohio)
Euclid es una ciudad ubicada en el condado de Cuyahoga en el estado estadounidense de Ohio. En el Censo de 2010 tenía una población de 48920 habitantes y una densidad poblacional de 1.645,02 personas por km².

## Geografía
Euclid se encuentra ubicada en las coordenadas 41°35′32″N 81°31′11″O / 41.59222, -81.51972. Según la Oficina del Censo de los Estados Unidos, Euclid tiene una superficie total de 29.74 km², de la cual 27.53 km² corresponden a tierra firme y (7.42%) 2.21 km² es agua.

## Demografía
Según el censo de 2010, había 48920 personas residiendo en Euclid. La densidad de población era de 1.645,02 hab./km². De los 48920 habitantes, Euclid estaba compuesto por el 43.78% blancos, el 52.64% eran afroamericanos, el 0.21% eran amerindios, el 0.73% eran asiáticos, el 0.01% eran isleños del Pacífico, el 0.35% eran de otras razas y el 2.29% pertenecían a dos o más razas. Del total de la población el 1.57% eran hispanos o latinos de cualquier raza.